# Lieve Prins

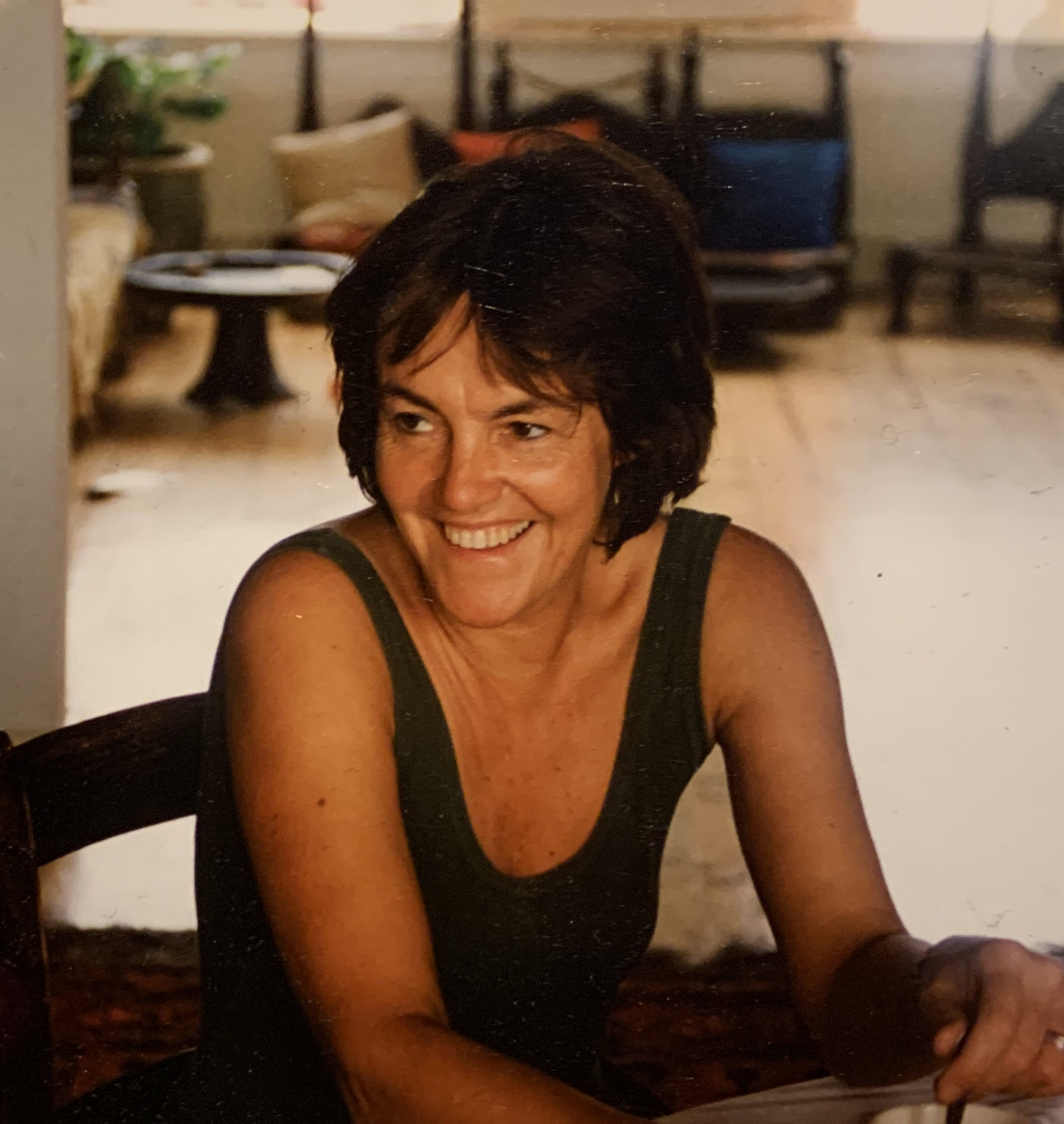
Lieve Prins (ongedateerde foto)

Lieve Prins, geboren als Maria  Godelieve De Geyter,  (Lichtervelde, 14 april 1948 - Amsterdam, 25 april 2019) was een Nederlandse kunstenaar, graficus, fotograaf en performancekunstenaar van Belgische afkomst. Zij woonde en werkte sinds 1966 in Nederland.

## Leven en werk
Prins volgde opleidingen aan de Akademie voor Kunst en Vormgeving St. Joost in Breda (1969) en daarna bij de Filmacademie in Amsterdam.
In haar werk liet zij zich sinds 1981 inspireren door kopieermachines in kleur. Deze kunstvorm, Copy-art of Electrographic, beoefende zij in Nederland als een van de eersten. Ze liet mensen op de kopieermachine liggen, soms in vreemde houdingen. Van de output van de kopieermachines maakt zij fotocollages. Zo maakte zij met groengeverfde lichamen op de kopieermachine het werk "Tree of Desire". Ook maakte zij werken waarvan ze de techniek aanduidde met "piezografie".  Haar onderwerpen waren onder meer haar dochters en zichzelf. Ook gebruikte ze dagelijkse objecten in haar beeldtaal. Ten slotte gebruikte ze als model ook dansers, andere beeldend kunstenaars of performers.
Haar werk werd internationaal geëxposeerd, o.a. in New York, Californië, Spanje, Italië, Brazilië, België, Finland, Canada en Frankrijk. In Nederland exposeerde zij onder andere in het Stedelijk Museum (met een installatie in 2011), het Gemeentemuseum Den Haag, op het Fotofestival Naarden.
In 2006 verscheen een boek met het overzicht van haar werk, met als titel "touch".

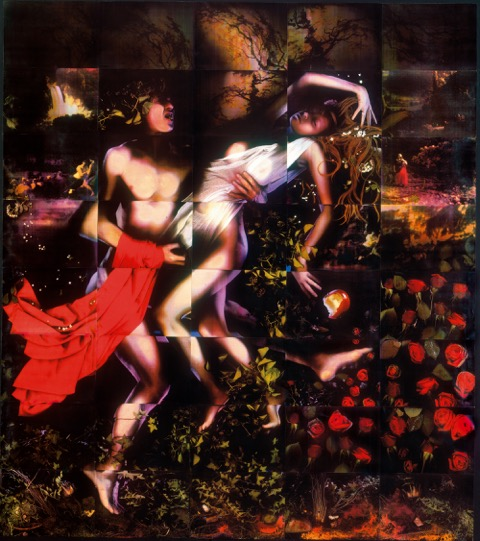
Adam and Eve
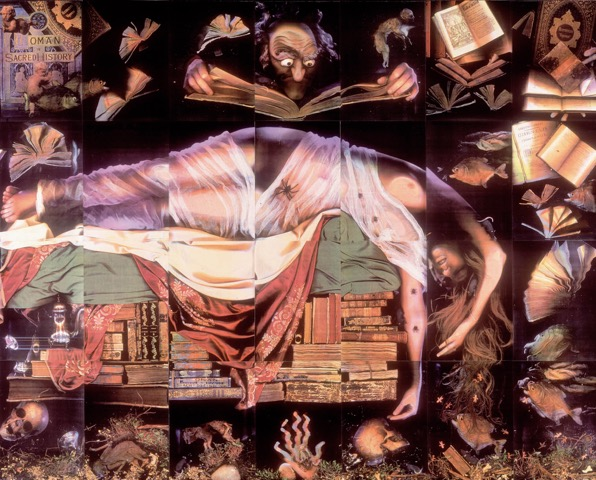
Nightmare
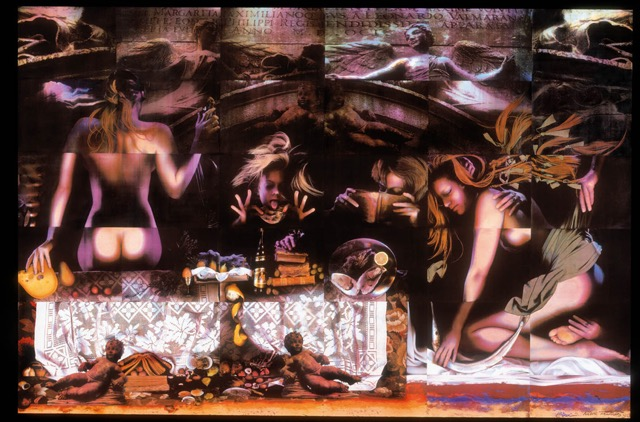
Oistereaters